# Výzkumný ústav matematických strojů

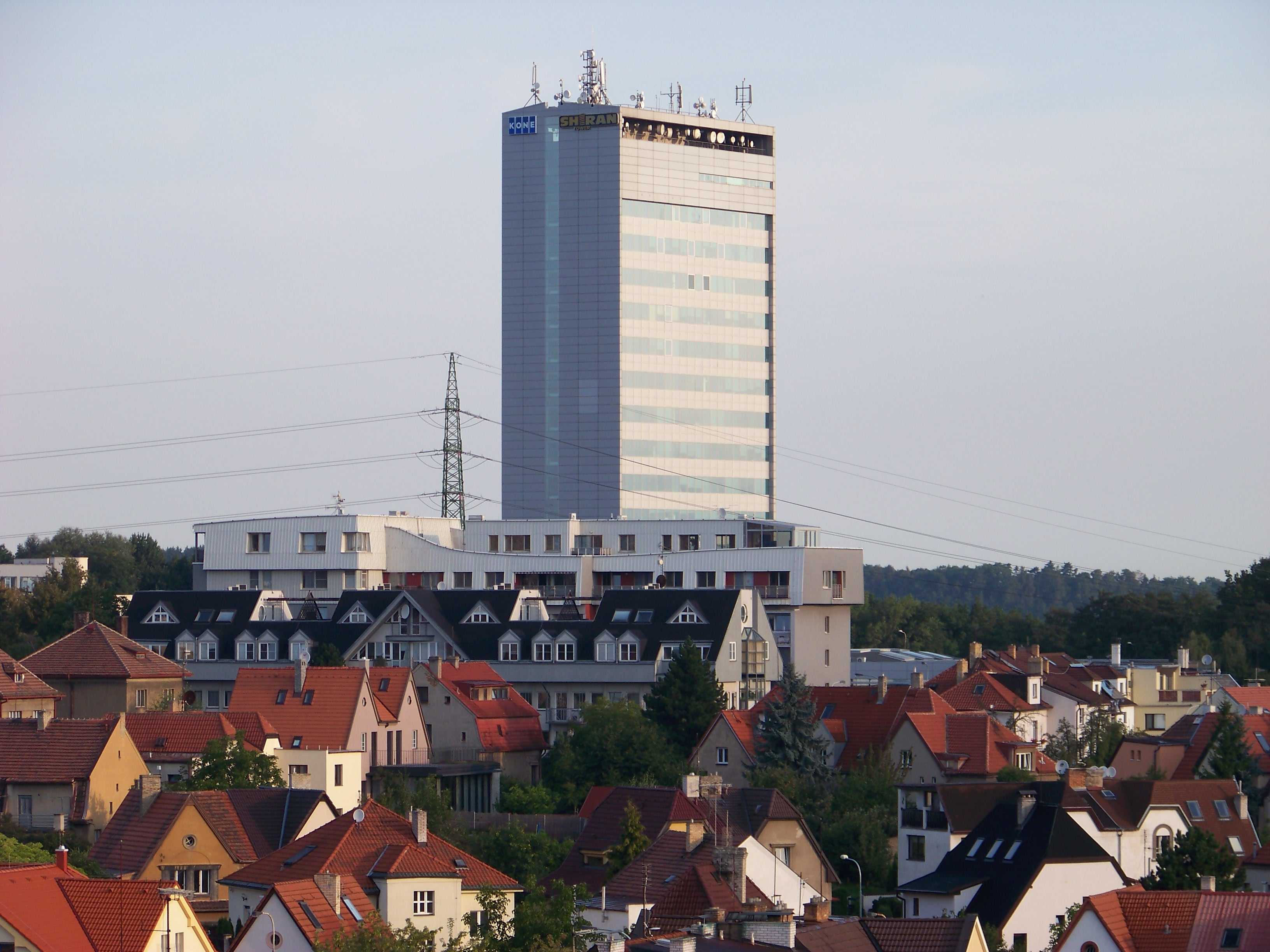
Budova v pražských Vokovicích na adrese Lužná 2, poslední sídlo VÚMS, dnes kancelářská budova Shiran Tower

Výzkumný ústav matematických strojů (VÚMS) bylo první a nejrozsáhlejší pracoviště v ČSR, které se zabývalo vývojem výpočetní techniky, přídavných zařízení i součástkové základny a speciálních technologií. Na jeho vzniku a rozvoji do roku 1964 se rozhodujícím způsobem podílel prof. Antonín Svoboda (1907–1980). Ústav sídlil v Loretánské 3 s pobočkou Parléřova 14 (tato budova je již zbořena), kde byl instalován prototyp počítače MSP 2(A). Tato budova stála přinejmenším ještě v roce 1986.

## Historie
Antonín Svoboda, který už před válkou pracoval na vývoji analogových zařízení pro řízení palby a během války získal významné zkušenosti v USA. Jako uznávaný odborník se po válce vrátil do Prahy, nemohl však najít odpovídající uplatnění. Konečně roku 1950 mohl založit samostatnou laboratoř při Ústředním ústavu matematickém, od roku 1952 v rámci Akademie věd, která se roku 1955 rozvinula v Ústav matematických strojů ČSAV. Svobodův tým se zpočátku věnoval vývoji "kalkulačního děrovače" T-50 pro n. p. Aritma Praha, což byl zavedený výrobce děrnoštítkové techniky. Hlavním programem byl tehdy vývoj reléového počítače SAPO s originální Svobodovou koncepcí, kvůli problémům s technologií se však vývoj opožďoval a stroj byl spuštěn až v roce 1958, kdy už byl silně zastaralý.
V témže roce 1958 byl Ústav matematických strojů na podnět Svobodova rivala akademika Kožešníka převeden z Akademie věd pod Ministerstvo průmyslu, a to pod názvem Výzkumný ústav matematických strojů - VÚMS. Svoboda přestal být ředitelem a měl na starosti pouze vlastní výzkum, zejména vývoj elektronkového počítače EPOS 1. Počet zaměstnanců vzrostl z 88 v roce 1958 na 293 v roce 1961 a součástí ústavu se stalo několik menších pracovišť, zejména vývoje analogových zařízení. Roku 1961 byl ústav podřízen brněnské Zbrojovce (ZJŠ Brno), odkud přišel i nový ředitel ing V. Gregor. Roku 1963 byl VÚMS podřízen přímo Ministerstvu strojírenství a roku 1965 se stal součástí podniku ZPA.

## Počítače
Na elektronkový EPOS 1 (1963) navázal tranzistorový EPOS 2 (1964) se stejnou logickou strukturou, který se od roku 1968 začal vyrábět jako ZPA 600 a 601. Bylo vyrobeno 38 kusů, včetně mobilní verze pro armádu. Do výroby přišel i menší tranzistorový počítač MSP 2 (1964, 11 kusů), děrnoštítkový počítač DP 100 (1967, 200 kusů), malý řídicí počítač ŘIP 1000 (1968, 3 kusy) a několik analogových zařízení, například diferenciální analyzátory MEDA nebo trenažér pro piloty letadla L-29 Delfín.
Od roku 1966 sílilo i ve VÚMS přesvědčení, že vývoj a výrobu počítačů včetně periferních zařízení a součástkové základny není racionální a ani možné pokrýt domácí výrobou a že nutně vyžaduje mezinárodní spolupráci, tehdy samozřejmě možné jen v rámci východního bloku a RVHP. Dohoda bylo ovšem velmi obtížná a pod tlakem SSSR nakonec ostatní země souhlasily s tím, že jejich počítače budou kopiemi počítačů řady IBM 360. Od roku 1968 tak byl VÚMS pověřen "vývojem" druhého nejmenšího modelu, JS 1021 (v azbuce EC 1021) který měl odpovídat modelu IBM 360/20. Dostupná technologická základna však nedovolovala přímé kopírování a počítače se musely navrhovat z domácích součástek. Dokonce ani v oblasti součástek se nepodařilo realizovat téměř žádnou dělbu činností a každá ze zemí si všechno vyvíjela a vyráběla sama.
S odvoláním na nižší spolehlivost těchto součástek si VÚMS v rámci JSEP vymohl, že ani základní software nebude kopírovat. Vyvíjel ho samostatně, ovšem se snahou o kompatibilitu. Byl skutečně odolnější proti chybám, rychlejší a úspornější, takže se užíval i na několika desítkách jiných strojů JSEP, zejména v NDR. V 70. letech si slovenská vláda vymohla, že vývoj a výroba malých počítačů bude převedena na Slovensko, takže posláním VÚMS zůstaly prakticky počítače JSEP, jejich periferní zařízení a součástky. Počet zaměstnanců přesáhl 1100 a i když VÚMS počátkem 70. let získal novou budovu v Praze-Vokovicích, měl ústav i nadále několik pracovišť v Praze a pobočné pracoviště v Brně. Výrobu počítačů převzal závod ZPA Čakovice, součástky Tesla Rožnov, děrnoštítkovou techniku Aritma Praha a tiskárny ZPA Jinonice. Na poměrně úspěšný počítač JS 1021 (vyrobeno přes 300 kusů) navázaly JS 1025 a 1026 a konečně výkonnější EC 1027, s jehož výrobou v roce 1989 skončila výroba sálových počítačů v Česku. Roku 1991 VÚMS zanikl, jeho značku převzala menší softwarová firma.

## Vedlejší činnosti
Vedle své hlavní činnosti ústav pořádal odborné konference a výstavy a vydával více méně pravidelné sborníky odborných prací, v letech 1967-1982 pod názvem Information processing machines. Tak jako v 50. letech Svobodův ÚMS, byl i později VÚMS školicím pracovištěm mnoha doktorandů a významně se podílel na tvorbě české terminologie. Také jeho knihovna a dokumentační středisko zdaleka nesloužily jen vlastním potřebám ústavu. Od šedesátých let dvacátého století byl součástí VÚMS také provoz na výrobu desek plošných spojů, který sídlil v pražském Hloubětíně. Ve výrobě DPS pokračuje i po zániku VÚMS soukromá firma.